# Piha

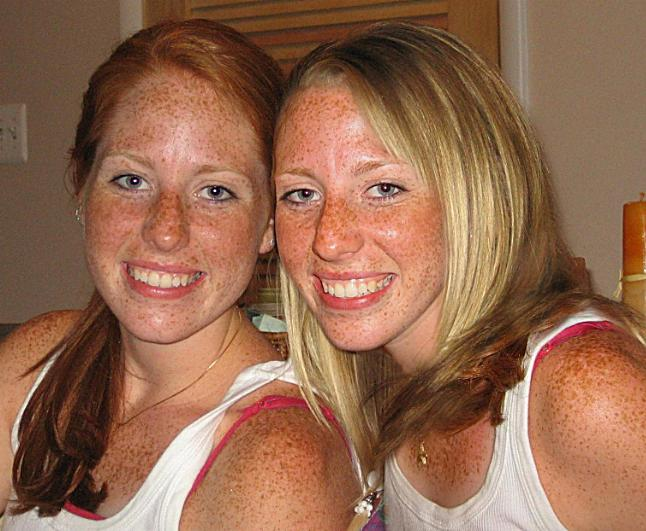
Predispozice k pihatosti je genetická a je ovlivněna přítomností zrzavých vlasů.

Pihy jsou žlutohnědé ostře ohraničené skvrny na lidské kůži obsahující zvýšené množství kožního pigmentu (melaninu). Objevují se především na obličeji, hlavně v oblasti nosu, ale také na jiných místech těla jako je hruď, ruce, ramena či záda. Množství pih ovlivňuje sluneční záření. Větší míra expozice zvyšuje počet a kontrast pih. V letním období se výskyt pih zvyšuje. Důležitým faktorem jsou také genetické predispozice.
Pihovatost je kožní vada – nerovnoměrné rozložení kožního pigmentu. Pihy lze odstranit nebo potlačit užíváním speciálních kožních krémů, chirurgickým zákrokem pomocí skalpelu nebo laseru. Účinnou prevencí zůstává ochrana před slunečními paprsky zvláště u jedinců s citlivou pokožkou.